# 新高島平駅
新高島平駅（しんたかしまだいらえき）は、東京都板橋区高島平七丁目にある、東京都交通局（都営地下鉄）三田線の駅である。駅番号はI 26。

## 概要
東武免許時代の仮名称は志村団地駅、都営地下鉄に免許移管後は高島平七丁目駅という駅名が検討されていた。現在の駅名は、高島平駅より後に出来たことから名付けられた（西高島平駅も同日開業）。
元々、三田線は高島平駅（当時は志村駅）から東武東上線の和光市駅（計画時は大和町駅）に連絡し、相互直通運転をする予定であったため、当駅は東武鉄道が建設する予定であった。しかし、東武側が有楽町線と直通運転を行う方針に変更したためその計画は取り消され、高島平 - 西高島平間の免許は東武から東京都交通局に1973年4月28日に譲渡され、東京都によって建設された。

## 年表
- 1976年（昭和51年）5月6日：都営6号線の駅として延伸開業。都営地下鉄初めての自動改札機が試験設置される。
- 1978年（昭和53年）7月1日：6号線を三田線に改称[2]。
- 2007年（平成19年）
  - 3月18日：ICカード「PASMO」の利用が可能となる[3]。
  - 4月8日：エレベーターが完成。
- 2015年（平成27年）3月24日：1番線ホーム上の待合室を使用開始[4]。
- 2023年（令和5年）2月4日：発車メロディ（発車サイン音）を都営地下鉄共通のものに変更[注釈 1][5]。

## 駅構造
相対式ホーム2面2線の高架駅。エスカレーター（1番線側は上り・2番線側は下り）とエレベーターが設置されている。駅構造は西隣の西高島平駅とよく似ている。
改札横の歩道橋は、高島通りを越えて高島平団地への近道になる。

### のりば
| 番線 | 路線       | 行先              |
| ---- | ---------- | ----------------- |
| 1    | 都営三田線 | 目黒・ 東急線方面 |
| 2    | 都営三田線 | 西高島平方面      |

（出典：都営地下鉄:駅構内図）

## 利用状況
2023年（令和5年）度の1日平均乗降人員は9,044人（乗車人員：4,565人、降車人員：4,479人）である。都営地下鉄の全駅の中で最も乗降人員が少ない駅である。
近年の1日平均乗降・乗車人員の推移は下表の通り。

### 平成
| 年度               | 1日平均 乗降人員 | 1日平均 乗車人員 | 出典     |
| ------------------ | ---------------- | ---------------- | -------- |
| 1990年（平成02年） |                  | 6,830            | [ * 1 ]  |
| 1991年（平成03年） |                  | 6,801            | [ * 2 ]  |
| 1992年（平成04年） |                  | 6,688            | [ * 3 ]  |
| 1993年（平成05年） |                  | 6,614            | [ * 4 ]  |
| 1994年（平成06年） |                  | 6,444            | [ * 5 ]  |
| 1995年（平成07年） |                  | 6,074            | [ * 6 ]  |
| 1996年（平成08年） |                  | 5,921            | [ * 7 ]  |
| 1997年（平成09年） |                  | 5,819            | [ * 8 ]  |
| 1998年（平成10年） |                  | 5,704            | [ * 9 ]  |
| 1999年（平成11年） | 10,813           | 5,459            | [ * 10 ] |
| 2000年（平成12年） |                  | 5,534            | [ * 11 ] |
| 2001年（平成13年） |                  | 5,548            | [ * 12 ] |
| 2002年（平成14年） |                  | 5,463            | [ * 13 ] |
| 2003年（平成15年） | 10,399           | 5,355            | [ * 14 ] |
| 2004年（平成16年） | 10,125           | 5,245            | [ * 15 ] |
| 2005年（平成17年） | 9,980            | 5,154            | [ * 16 ] |
| 2006年（平成18年） | 9,845            | 5,062            | [ * 17 ] |
| 2007年（平成19年） | 9,927            | 5,086            | [ * 18 ] |
| 2008年（平成20年） | 9,928            | 5,062            | [ * 19 ] |
| 2009年（平成21年） | 9,579            | 4,869            | [ * 20 ] |
| 2010年（平成22年） | 9,313            | 4,712            | [ * 21 ] |
| 2011年（平成23年） | 9,186            | 4,652            | [ * 22 ] |
| 2012年（平成24年） | 9,366            | 4,748            | [ * 23 ] |
| 2013年（平成25年） | 9,594            | 4,876            | [ * 24 ] |
| 2014年（平成26年） | 9,612            | 4,881            | [ * 25 ] |
| 2015年（平成27年） | 9,738            | 4,938            | [ * 26 ] |
| 2016年（平成28年） | 9,859            | 4,994            | [ * 27 ] |
| 2017年（平成29年） | 10,025           | 5,070            | [ * 28 ] |
| 2018年（平成30年） | 9,997            | 5,055            | [ * 29 ] |

### 令和
| 年度               | 1日平均 乗降人員 | 1日平均 乗車人員 | 出典     | 出典       |
| 年度               | 1日平均 乗降人員 | 1日平均 乗車人員 | 東京都   | 交通局     |
| ------------------ | ---------------- | ---------------- | -------- | ---------- |
| 2019年（令和元年） | 10,000           | 5,054            | [ * 30 ] | [ 都交 2 ] |
| 2020年（令和02年） | 8,116            | 4,104            |          | [ 都交 3 ] |
| 2021年（令和03年） | 8,235            | 4,160            |          | [ 都交 4 ] |
| 2022年（令和04年） | 8,637            | 4,360            |          | [ 都交 5 ] |
| 2023年（令和05年） | 9,044            | 4,565            |          | [ 都交 1 ] |

## 駅周辺
- 高島平緑地
- 高島平三丁目団地（分譲）
- 東京都立高島高等学校
- 東京都立高島特別支援学校
- 板橋区立高島平第三中学校
- 板橋区立高島平第三小学校
- 巣鴨信用金庫 新高島平支店
- 乗蓮寺（東京大仏）
- 東京都中央卸売市場 板橋市場
- 新河岸水再生センター
- 新河岸陸上競技場
- 高島通り

### 路線バス
板橋区コミュニティバス「りんりんGO」（国際興業運行委託）が当駅前に乗り入れている。板橋市場を通るルートと下赤塚駅方面へ向かうルートで、停留所の位置が異なっている。

## 隣の駅
東京都交通局（都営地下鉄）
 都営三田線
高島平駅 (I 25) - 新高島平駅 (I 26) - 西高島平駅 (I 27)